# Большая Тира
Большая Тира — река в Иркутской области России.

## Общие сведения
Протекает в юго-восточном направлении по территории Усть-Кутского района. Длина реки — 219 км, площадь водосборного бассейна — 5160 км². У деревни Тиры впадает в реку Лену в 3305 км от её устья по левому берегу. По данным наблюдений с 1957 по 1990 год среднегодовой расход воды в районе деревни (2,5 км от устья) составляет 24,15 м³/с. Основной приток — Малая Тира.

## Данные водного реестра
По данным государственного водного реестра России и геоинформационной системы водохозяйственного районирования территории РФ, подготовленной Федеральным агентством водных ресурсов:
- Бассейновый округ — Ленский
- Речной бассейн — Лена
- Водохозяйственный участок — Лена от города Усть-Кут до города Киренск